# Are You Smarter than a 5th Grader?
Are You Smarter than a 5th Grader? (Nederlands: Ben jij slimmer dan een 5e klasser?) was een Amerikaanse spelprogramma. Het programma werd oorspronkelijk uitgezonden op Fox, waar het werd gepresenteerd door Jeff Foxworthy en geproduceerd door Mark Burnett.

## Inhoud
De serie ging in première als een driedaagse special die begon op 27 februari 2007, waarbij de eerste twee afleveringen elk een half uur duurden. Vanaf 1 maart tot en met 10 mei 2007 werden er regelmatig afleveringen van een uur uitgezonden op donderdag en het eerste seizoen ging verder met nieuwe afleveringen vanaf 31 mei 2007. Are You Smarter than a 5th Grader? werd opgepikt voor het seizoen 2007-2008, dat begon op 6 september 2007 en werd uitgezonden in hetzelfde tijdslot.
Na het einde van de oorspronkelijke run van de primetime-versie op 18 september 2009, liep het eerste Syndication versie van het programma van september 2009 tot mei 2011, waarbij Foxworthy terugkeerde als gastheer. Op 26 mei 2015 keerde het programma terug naar Fox voor een nieuw, 4e seizoen, met Foxworthy opnieuw als gastheer. Op 14 februari 2019 werd aangekondigd dat het programma nieuw leven ingeblazen zou worden op Nickelodeon met nieuwe presentator John Cena, uitgezonden van 10 juni tot 3 november 2019.

## Internationale versies
- Argentinië: ¿Sabés más que un chico de 5to grado?
- Australië: Are You Smarter Than a 5th Grader?
- België: Slimmer dan een kind van 10?
- België: Êtes-vous plus malin qu'un enfant de primaire ?
- Brazilië: Você é Mais Esperto Que um Aluno da Quinta Série?
- Bulgarije: Това го знае всяко хлапе!
- Canada: Are You Smarter than a Canadian 5th Grader?
- Canada: La Classe de 5e
- Chili: ¿Sabes más que un niño de 5º Básico?
- China: 五年级插班生 (New 5th Grader)
- Colombia: ¿Sabes más que un niño de primaria?
- Tsjechië: Jsi chytřejší než páťák?
- Denemarken: Er Du Klogere End En 10-Årig?
- Duitsland: Das weiß doch jedes Kind!
- Estland: Targem kui 5B
- Filipijnen: Kakasa Ka Ba Sa Grade 5?
- Finland: Fiksumpi kuin koululainen
- Frankrijk: Êtes-vous plus fort qu'un élève de 10 ans ?
- Griekenland: Είσαι πιο έξυπνος από ένα δεκάχρονο;
- Hongkong: 係咪小兒科 (Is It Child's Play?)
- Nieuw-Zeeland: Are You Smarter Than A 10 Year Old?
- Noorwegen: Er du smartere enn en 5. klassing?
- Oostenrijk: Dreizehn
- Polen: Czy jesteś mądrzejszy od 5-klasisty?
- Portugal: Sabe Mais Do Que Um Miúdo De 10 Anos?
- Roemenië: Te crezi mai destept decat un copil de clasa a 5-a?
- Rusland: Кто умнее 5-классника?
- Servië: Da li ste pametniji od đaka petaka?
- Slovenië: Ste pametnejši od petošolca?
- Slowakije: Ste chytrejší ako piatak?
- Spanje: ¿Sabes más que un niño de primaria?
- Sri Lanka: Punchi Pahe Man
- Taiwan: 百萬小學堂 (Are You Smarter Than a Primary School Student?)
- Thailand: ถ้าคุณแน่? อย่าแพ้เด็ก! (ประถม)
- Turkije: 5'e Gidenden Akilli Misin?
- Verenigd Koninkrijk: Are You Smarter Than A 10 Year Old?
- Zuid-Afrika: Are You Smarter Than a 5th Grader?